# Blåvit härmtrast
Blåvit härmtrast (Melanotis hypoleucus) är en fågel i familjen härmtrastar inom ordningen tättingar.

## Utseende och läte
Blåvit härmtrast är en mycket karakteristisk medlem av familjen, med jeansblå ovansida, svart ögonmask och rent vit undersida. De varierade lätena och sången liknar blå härmtrast.

## Utbredning och systematik
Fågeln förekommer från de fuktiga högländerna i södra Mexiko (delstaten Chiapas) till västra Honduras. Den behandlas som monotypisk, det vill säga att den inte delas in i några underarter.

## Levnadssätt
Blåvit härmtrast hittas bergstrakter i buskage, tätt och snårigt öppet skogslandskap samt i undervegetation i skog. Där lever den tillbakadraget och kan vara svår att få syn på. Den hörs därför långt oftare än ses. 

## Status och hot
Arten har ett stort utbredningsområde, men tros minska i antal, dock inte tillräckligt kraftigt för att den ska betraktas som hotad. Internationella naturvårdsunionen IUCN listar därför arten som livskraftig (LC). Beståndet uppskattas till i storleksordningen 50 000 till en halv miljon vuxna individer.